# 大竹博吉
大竹 博吉（おおたけ ひろきち、1890年3月8日 - 1958年1月22日）は、日本の出版人、ソ連研究家。

## 経歴
愛知県額田郡岡崎町大字康生（現・岡崎市）で人力車夫をしていた大竹岩吉の三男として生まれた。尋常小学連尺学校（現・岡崎市立連尺小学校）1年の時に横浜市に移住。小学校卒業後、印刷工として小僧奉公に出る。文選の技術を習得すると郷里の岡崎に戻り、籠田町の手島喜代三郎の岡崎活版所に就職。文章を認められ、まもなく日刊新聞『新三河』の編集部に抜擢される。「新三河は停雪（大竹の雅号）でもっている」と言われたほど評判を呼んだという。のち上京し、『國民新聞』や『東京日日新聞』、『読売新聞』などで記者を務めた。
ウラジオストク東洋学院（現・極東連邦大学）卒業。1923年（大正12年）、『東方通信』モスクワ特派員となる。
1927年（昭和2年）6月、大竹が翻訳した書籍『レーニンの生涯と事業』（ヤスロラウスキー著、希望閣）が発売禁止処分を受ける。
1931年（昭和6年）、ソ連図書輸入商社ナウカ社を設立。日ソ親善運動をおこなう。
ファシズムの波が強まる中で、スパイ容疑で投獄される。ナウカ社は1936年に解散を余儀なくされた。
戦後は民主主義科学者協会に属し、ソビエト研究者協会幹事、日ソ協会理事などともに、新聞及出版用紙割当委員会の委員を務めた。イヴァン・ミチューリンを日本に紹介し、ヤロビ農法の普及や1954年の日本ミチューリン会発足に重要な役割を果たした。広尾猛、瓜生信夫の別名をもつ。
1958年1月22日、がんにより死去. 67歳没。墓は岡崎市の大樹寺にある。

## 著書
- 『ソヴエト・ロシアの実相を語る』平凡社, 1933
- 『新露西亜風土記』章華社, 1934
- 『ロシア革命史』ナウカ社, 1950
- 『大竹博吉・遺稿と追憶』 大竹会, 1961

## 共著
- 『農業生物学』 北垣信行 ナウカ社, 1950
- 『ルイセンコとその学説 主著“農業生物学"の解説』 北垣信行 ナウカ社, 1951

## 翻訳
- 『革命と性生活 社会学的・生物学的調査』 ゲリマン、広尾猛訳 ロシア問題研究所, 1928
- 『労働革命の真相 ボリシェヴィキ独裁政治の時代』 ペ・ミリュコフ ロシア問題研究所, 1929
- 『ソヴェト外交十年史』 エム・タニン、広岡光治訳 上野書店, 1929
- 『日露戦争と露西亜革命』訳編  ウィッテ、クロパトキンほか ロシア問題研究所, 1930
  - 新編版『ロシアの満洲と日露戦争』 書肆心水, 2021
- 『婦人労働革命 経済の進化における婦人の労働』 アレクサンドラ・コロンタイ 内外社, 1930
- 『世界人伝記叢書 第3 レーニン エヌ・クレプスカヤ夫人』 春陽堂, 1931
- 『これがモスクワだ!』 ジナイダ・リヒテル 内外社, 1931
- 『満洲と日露戦争』 訳編 ナウカ社, 1933
- 『建築ファンタジア』 ヤコフ・チェルニホフ ナウカ社, 1933
- 『最近のソヴェト建築』 訳編 ナウカ社, 1934
- 『ソヴエト科学の達成』聯邦アカデミヤ 岡邦雄共訳 ナウカ社, 1935
- 『叛乱・暗殺・陰謀政治の時代』ウイッテ ナウカ社, 1936
- 『文学論』 ゴリキイ 言叢社, 1937
- 『太平洋周航記』 ヴシリイ・ミハイロヴィチ・ゴロウニン、丸山政男共訳 羽田書院, 1943
- 『レーニン主義の理論と実践』 アドラッキー、北野道彦・河野重弘・瓜生信夫共訳 ナウカ社, 1946
- 『原則と方法 ミチューリンとその学説』 訳編 ナウカ社, 1950
- 『自然と人間のたたかい  山 砂漠 河 海と人間たちの物語』イリン、伊藤新一・広尾猛共訳編 三一書房, 1951
- 『ソヴェト生物学論争』 石井友幸共監訳 ナウカ出版部, 1954